# 大司祭

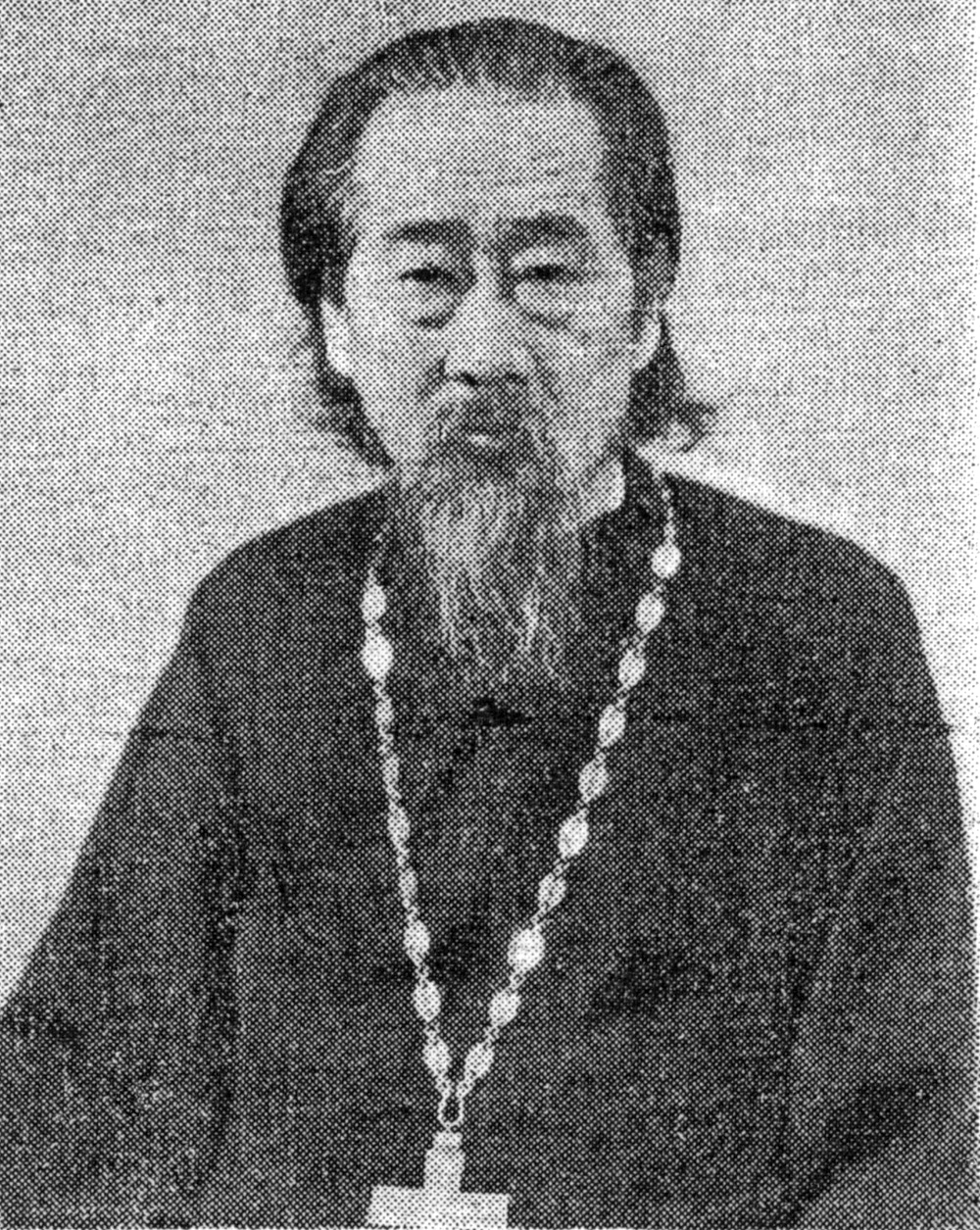
时任大司祭，后升为主教的杜润臣

大司祭（希臘語：ἀρχιπρεσβύτερος）或称长司祭（πρωτοιερεύς，Протоиере́й），是正教会神品之一。该神品仅授予已婚神职人员，在修士中对应的品阶是掌院。大司祭为教区诸神父之长，帮助主教处理行政事务，其下有大辅祭作为辅佐。